# 甘军
甘军是清朝末年来自清朝中国甘肃省 (清)（当时甘肃省包括今宁夏、甘肃全境和青海河湟地区）的一支团练兵联合师，约有一萬名漢、回士卒。该部队忠於官府，源于左宗棠在同治陕甘回变和清军收复新疆之战时期收编的甘肃籍士兵。光緒二十一年（1895年）被重新整编以镇压甘肃的河湟起义。在甘肃提督董福祥的统领下，他们于1898年进入北京城内，改編为武卫军后军，成為一支保卫京城的现代化军队。甘军包括汉族、回族穆斯林，少量撒拉族穆斯林、东乡族穆斯林和保安族穆斯林。兵源主要来源于宁夏河套地区、宁夏西海固地区、甘肃河州地区、甘肃庆阳地区、青海河湟地区。其精锐部队为董福祥（中营）、张俊（左营）、李双良（右营）所辖的约3000人的“董字三营”。甘军在光绪二十六年（1900年）的义和团运动中扮演了重要角色。6月初帮助击退西摩尔远征——从天津派出的意在解东交民巷之围的多国聯军后，从6月20日到8月14日，穆斯林军队是攻打东交民巷最凶猛的进攻者。在与八国联军的东交民巷解围战和八国联军之役中，甘军伤亡惨重，随后护卫朝廷逃往西安，民國時重新復興並演變成西北马家军，对中国近代历史有重要影响。

## 起源甘肃
同治六年（1867年），正值同治陕甘回变期间，左宗棠以钦差大臣督办陕甘军务，采纳前四川按察使牛树梅建议，招降甘肃起义首领之一董福祥，将其所部十余万民军择其悍勇，改编为“董字三营”。马占鳌、马福祥等回民被董福祥招募编入甘军。后添募四营，增加到二十营，驻山陕一带，又再募十营，加强兵力，兼作为策应之师。
董福祥随左宗棠攻金积堡，袭卡后，破礼拜寺，屯板桥，又与萧章开夹击败退来夺桥的叛军。八年（1869年），朝旨令陕甘总督穆图善甘军受左宗棠节度。十一月，甘军收复靖远。九年（1870年）正月，甘军于王家甿击败叛军援军。六月，在巩昌击败叛乱回民。七月，南路甘军收复渭源、狄道。十年（1871年）九月，甘军克康家崖要隘。十一月，克河州，十一年（1872年）正月，连破甘坪、大贝坪等处叛军营寨，进攻太子寺。三月，攻打太子寺叛乱回民失利，提督傅先荣、徐文秀战死。六月，收复循化，诛杀叛首马玉连等。闰六月，攻打叛首白彦虎等于敦煌，失利，副将李天和等阵亡。同年，淮军统领曹克忠所部有人结连反清帮会，甘军马世俊骑兵亦叛变，已投降的捻军也多叛变响应，曹克忠遣兵平定之。同年，董福祥随刘锦棠到碾伯，趋峡口，与陕西回民禹得彦、雀三大战，破之，禹得彦等投降。董福祥又进击白彦虎於高家堡，焚其营垒而还，叛军所任知府高桂源勾结白彦虎围攻西宁，直扑双良营，董福祥又大败之，解围。董福祥改守向阳堡城，又讨平河州叛乱回民。
后左宗棠讨伐阿古柏政权，光绪元年（1875年），时任河州提督的董福祥随之出关担任先锋，与敌军战于天山，在大风导致白昼天黑的情况下率众先登，一鼓歼敌，又破其木垒河、古牧地，进军收复乌鲁木齐诸城及玛纳斯南城。三年（1877年），董福祥率甘军翻越天山，急行军1200多里，攻克南疆门户达坂城，杀敌甚众，接着步马兼程，收复托克逊城，俘敌2万余。八月，董福祥所部甘军作为清军先锋接连攻克喀喇沙尔、库车、阿克苏、乌什等城，接着又穿越人迹罕至的塔克拉玛干沙漠，冬季，收复了喀什噶尔、英吉沙尔、叶尔羌及和阗四城，全部收复南北疆，董福祥军名震西域。英、俄不甘阿古柏政权覆灭，仍然扶持残部不断窜扰西境，董福祥率军驻守喀什噶尔，屡歼入侵之敌。五年（1879年），董福祥在两日一夜之内率甘军急驰300余里，在木吉击溃来犯的柯尔克孜族叛军，斩三百余骑，歼敌2000余人。
光绪十年（1884年），新疆建省，改乌鲁木齐为迪化作为省城。光绪十二年，首任新疆巡抚刘锦棠上书光绪帝，由于湘军在新疆水土不服、思乡怀旧导致战斗力下降。提出以甘军充实新疆防务的构想。该建议后被采纳，董福祥于光绪十六年（1890）出任新疆提督，原甘军部将张俊于光绪二十一年（1896）继任新疆提督。
光绪十年（1884年），越南爆发中法战争，陕西提督帮办军务雷正绾奉命率甘军驻凤凰城以固边防，战后回归原任。
董福祥在新疆率甘军驻守19年，御敌戍边，兴修水利，开垦屯田，整修道路，政绩卓著，赢得朝野赞誉。1880年代末，甘军已基本负责新疆防务，张俊、何得彪、何建威、张铭新等纷纷脱离楚豫系统成为甘军名将。清廷也开始笼络甘军将领。
甘军将领时任喀什噶尔提督的董福祥及董福祥部下营官马安良和马海晏起初在光绪二十年（1894年）第一次中日战争期间因德国侵占胶州湾而奉召率甘军马步八营入卫北京，募兵备战，但当年4月，甘肃省南部爆发了一场穆斯林叛乱，他们随即被派去镇压叛军。董福祥奉命督办甘肃军务，督师回狄道，以马安良为前锋，河州之围不战而解。董福祥率马安良、何得彪、张铭新等连战连捷，1895年1月奉命调补甘肃提督，节制所有前线将领。7月初统军解除穆斯林叛军对狄道的围攻。当同年8月他参加北京的慈禧太后六十大寿庆典时，被總理大臣荣禄推荐给太后。装备有前装炮和各类冷兵器的穆斯林叛军被董福祥从北京带回的当代雷明登枪和毛瑟枪压制。董福祥也用自己对地方政治的理解说服叛军回家。十月，董福祥率甘军渡洮水，陕西巡抚魏光焘率湘军临湟水，击败河州马永琳叛军，连破高家集、三甲集，打通了道路。曾在左宗棠手下镇压过1860年代和1870年代的同治陕甘回变的董福祥在当年十一月成为甘肃提督，总统甘军，前敌诸将均归其节制。他统领左宗棠曾在当地招募的民兵。又自请援西宁。次年（1896年），克上下五庄，乘胜收复大通、多巴，奉朝命驻西宁专务剿抚，并统领魏光焘二十七营。叛首刘四复奔关外，董福祥派骑兵追杀，攻克卡尔冈，先后攻克海城、冶诸麻、甘州南山的叛军堡垒，新任固原提督邓增会合甘军搜治海城叛乱回民。当年春，关内外甘肃、青海再度平定。董福祥在平乱过程中，收编了马福禄自己组建的团练兵为甘军的一部分。甘军势力也从此渗透到本由湘军掌控的甘肃。代董福祥任喀什噶尔提督的张俊，实际也是甘军的一部分，原属于董福祥精锐“董字三营”（张俊任左营都统）。甘军势力覆盖了如今的甘肃、宁夏、青海、新疆，达到极盛。甘军因起源本地且融合了汉族流民和回族两支武装，在甘肃具有广泛的社会基础。
二十四年（1898年）1月，清廷谕令董福祥招募到二十营分屯大庆关、平阳府一带。二月，董福祥等二十营奉清廷令东调到直隶正定府，并奉命再招募五营人马，都是河、狄一带的回民。先前，董福祥所部甘军已被调到山陕督练兵勇，回队马步七营旗在山西平阳奉命改编为简练军，以马福禄为统领，马福祥为帮统。此时马海晏为旗官，即骑兵管带。此时甘军共二十五营，多为回民。在当年的百日维新期间，董福祥、马安良、马海晏被召到北京，受时任直隶总督兼北洋大臣荣禄管辖，与聂士成的武毅军、袁世凯的新建陆军并称“北洋三军”。董福祥与马福禄、马福祥等的甘军奉荣禄命驻长辛店，与驻天津的武毅军、驻天津小站的新建陆军一同帮助终止了维新运动。政变后，慈禧太后赏赐董福祥部甘军银三千两。
下午晚些时候，消息泄露，太后根本不在皇城中，而是在万寿山颐和园。暴徒般的董福祥的甘军也隨同駐扎于此。這些事發生于使館區护卫入内前两天，現在補滿血紅色大字的董軍的藍黑色絨旗還插在山腳下。幾年前血腥鎮壓甘肅叛亂之後，董福祥的名字就像夢魘一樣扎在每個中國人心頭。——《来自北京的有欠审慎的信函》, 伯特兰·勒诺克斯·辛普森, p. 12
尽管有笑声，但形势是严峻的。1899年有一次，在太后政变和实际囚禁了皇帝后，使馆区守卫不得不被派来，关于各使馆区的少许文件提到了远东的中队，此外，守卫们不得不停留数月。守卫们现在不再增加，主要保护我们免遭来自野蛮的边地甘肃省的热爱保守的太后的董福祥的伊斯兰勇士们的伤害，但令人好奇的是他们仍然驻扎在北方首都附近。——来自北京的有欠审慎的信函, 伯特兰·勒诺克斯·辛普森, p. 10.

## 转移到北京
在光绪二十三年（1897年）11月山东的两位德国神父被杀后，外国列强参与了一场“抢租借地”行为，威胁要将中国分裂为几个势力范围。为了保护都城对抗可能的攻击，慈禧于次年（1898年）夏将甘军调到北京。因为她的宠臣荣禄与甘军统帅董福祥关系亲密，她欣赏甘军。在去北京的路上，董福祥军攻击了保定的基督教堂，毁了法国教堂。光绪帝支持的百日维新（1898年6月11日—9月21日）失败后，慈禧任命荣禄为兵部主事、军机大臣，负责节制、改组北洋各军。荣禄将董福祥的民兵组建为自己奏请设立的新军“武卫军”（北洋四大军甘军、武毅军、新建陆军、毅军的合编）的“后军”。董福祥是所有五个军（荣禄另外训练了一支中军）的统帅中，唯一不隐藏自己对外国人的敌意的。
甘军起初分别驻扎在涿州到正定一带。10月6日，清廷因甘军分别驻扎在正定一带不便操练，谕令除派何得彪六营赴芦台外，其余各营人马在11月7日由董福祥率领移驻京郊南苑。
北京居民和外国人都相似地害怕这支强横的穆斯林军队。二十四年（1898年）10月23日，据说“这些军队准备明天行动，彻底消灭北京所有的外国人，中国回到黄金年代。”一些西方人将甘军描述为“10,000个伊斯兰暴民”，“一群约10,000人的乌合之众，其中大部分是伊斯兰教徒”，或“甘肃非正规军”，其他人称之为“甚至为中国人所害怕的一万伊斯兰凶手”。当年9月末和10月初，在甘军和外国人之间的几场小冲突使得首都紧张气氛上升。来自美国海军陆战队的士兵们是从天津刚被召来保卫东交民巷免遭可能的袭击的新护卫军的一部分。10月末，甘军准备杀死北京所有外国人的流言开始传播。为回应外国外交官们的最后通牒，慈禧令甘军转移到南苑。截至1880年代，这片北京南的大片土地——它比墙内的城大数倍——已部分被改为农田，但便于在连接北京到天津的铁路附近驻扎。甘军被卷入一场在一场剧院的混战。10月23日，两营甘军驻扎在芦沟桥附近，兵勇吴金福、赵新见等横站在丰台铁路段的铁路桥上，芦保铁路英国工程师哥士等喝令他们退让，他们不服，双方互相指骂，甘军士兵用石头打伤哥士和另一工程师头部，在场的英使馆人员甘伯乐也被微伤。哥士等人举枪射伤甘军两人。清廷令总理各国事务大臣胡燏棻查办，英驻华公使窦纳乐也函请总理衙门严办甘军士兵。26日，胡燏棻会晤窦纳乐，协商处理。窦纳乐等外国外交官们要求甘军撤走，因为他们威胁到了外国人的安全。最终，清廷棍责吴、赵二人，将甘军该部营官总兵衙尽先副将朱万荣和芦保铁路委员“交部议处”了结此事。原本甘军入京后，见到外国人就群起辱骂；此事后，各国公使愈发厌恶甘军，又怕其报复，上告请求不要调走甘军。平时使馆人员路过甘军驻地，策马疾驰而过，甘军从后面向他们扔石头，几乎出人命，从此使馆中人互相告诫，不敢走远。但清廷却对甘军大加赏赐。董福祥到南苑后，清廷派庆亲王奕劻前往校阅，并在收到奕劻陈奏后下谕嘉奖董福祥治军有方，赏赐董福祥白玉翎管一支，白玉扳指一个，白玉柄小刀一把，由户部发赏银一万两给甘军兵勇，发小卷袍褂料二百卷由董福祥赏赐营哨各官。休息数日后，甘军离开南苑，驻蓟州一带。二十五年（1899年）3月22日，清廷又下谕嘉奖董福祥。
董福祥所部甘军被编为武卫后军后，驻扎于丰润、玉田、蓟州一带。马福禄、马福祥所率回军马步各营驻扎永平府。
§ 26. 在北京，能从混乱的政治状态中感受到很多不安，但真正的危险感源自被带到首都对付对外国攻击的恐惧的强横的士兵，其中最强横的是董福祥的甘肃军队，驻扎在南苑。这支军队在9月30日攻击了一支由英、美使馆成员组成的社交聚会，次日，外国代表决定从各自的舰队派出一支海军护卫。天津总督拒绝让他们通行，但因为特使

[67] Sir C. MacDonald to Lord Salisbury, April 15th, 1898, China, Xo. 1, 1899, p. 102.——馬士, 《中华帝国对外关系史》第三卷，第151页。
中国政府抗议了，但没有效果。使馆护卫坚持尽可能快地经由列国战船提供，驻扎北京。随后中国当局把军队带到首都，使馆区的危机感增长。10月25日，窦纳乐发电报到伦敦：“欧洲人受到的严重威胁是来自甘肃省的即将驻扎在北京南2英里的南苑的约10,000士兵。这些士兵的一部分对上周日拜访卢沟桥铁路线的四个欧洲人进行了一次野蛮攻击（包括使馆区内的C. W. 坎贝尔先生）。外国外交官们将在这个早晨会见，抗议这些暴行。我今天将要见到衙门，并建议要求这支军队撤离到另一个省，这些冒犯者需要被严肃处理。”

29日他再发电报：“外国代表团昨天会见了，起草了一份给总理衙门的便笺，要求甘肃军队第一时间被撤走。这支问题军队有数月没得到军饷，且处在半反抗状态。他们宣称了他们将所有欧洲人从北中国赶走的意图，已切断电报线，摧毁了卢沟桥和保定府之间的铁路线部分。天津铁路上的一些骚乱是他们所造成的，但这线路还未失常，交通也未被打断。在城内这里一切安静。北京四周这些军队的存在无疑等于对所有欧洲人的严重危险。衙门给我一个这些军队被撤走的承诺，但还没有实施。”——Alan Campbell Reiley, History for Ready Reference: From the Best Historians, Biographers, and Specialists; Their Own Words in a Complete System of History ..., p. 95.
5月31日，董福祥面圣，在被讯问后，站起来接受了所有消灭外国人的战争责任，那正是他强烈倡议的，以自己的脑袋担保自己成功击败外国强权的能力。结果是，并未下令镇压义和团，政府政策突然被改变，一道诏书立即发布，任刚毅和赵舒翘为朝廷高级专员，组织北京近郊的拳民，使他们被政府控制。在这场危机期间，各外国列强也派了400左右士兵进入北京保护使馆区。6月4日，拳民匪徒已开始撕裂和摧毁北京和天津之间的铁路，从这天起也开始进入北京城墙，以一日一千人的频率涌入。他们在全城各地设坛。当时也有匪徒开始大规模屠杀基督徒，焚烧北京城外的教堂，直至一座都不再矗立。当时涌入京城的基督徒们为了尽可能逃跑，在位于东交民巷的使馆区避难。这就是我眼中6月初的京城，从那时起我开始记下这些日记以记录我所见及所经历之事。
1900年6月13日：光绪二十六年五月十七日：——大约黄昏，在[北京]大学期间。我看到四处着火，于是我赶紧回到自己的房子，随后得知“东城”内的所有教会和布道所产业都已被点燃和完全摧毁了，灯市（夜市）的大火已是特别破坏性的，持续到了第二天。

6月14日——这个早晨我路过了磐石住宅区。那里后面的建筑物现在是董福祥和他的甘肃军队的总部，我可以说他们几天前就已入城了。[这些甘肃军队，从1898年秋从甘肃到达起，总是被安排驻扎在北京城外，禁止进入城墙内。]中午，我的朋友Yang Ch'ao-chió，一位军校进士毕业生，派一位仆人到我的房子建议我们和家人一起逃离北京及威胁所有人的危险，并定下次日早晨为离开的时间。对我乃至我们所有人来说幸运的是，我们坚决拒绝了和Yang一行一起走，因我刚听到轮船们已停止驶向天津的流言。我也已听闻去通州的路被到处抢劫的匪徒团伙严重影响，去天津的铁路已被毁，电报线被切断。此外，外国军队组成的援军正在从天津去北京的路上，那座城正处在大混乱中。考虑到这些，现在我决定留在自己所在的地方。——《日本每日邮报》
北京，10月30日。驻扎在北京南的甘肃军队准备撤走。——《日本每日邮报》

## 义和团运动

### 义和团的兴起和回到墙内城区
“二鬼子”一词被用于描述中国基督徒。在这些主房间之一的家庭中，告诉他们不要兴奋或尖叫。我刚聚集他们时，甘军中的19人闯入。他们的剑和衣服还滴着血，仿佛刚从屠宰场来。我上前见他们，礼貌地说：“我知道你们为什么而来：你们在寻找二鬼子。但我们中没有人‘吃了’外国宗教。你会看到我们在后屋有一个给灶神的祭坛。我们全家现在都在这里；你们要不要仔细查看这房间有没有藏着基督徒？”我的意思是暗示只要他们高兴，我们不会反抗他们的劫掠。我也叫了一个仆人备茶。我们的客人很愉快地接受这些建议，在几分钟的精力充沛的劫掠后他们回到了我的客房，其中一些坐下喝茶。其中一人说：‘你似乎是个可敬的人：可惜你住在这里的外国皈依者和间谍附近。’短暂停留后他们礼貌地感谢了我们，为闯入致歉，带着所得物品离开了。当时是大约下午2点。我们损失了价值大约$4,000的财物。不久后，火焰从我们邻居的后屋迸发出来，于是我做出决定搬家到城北的一个朋友室内。尽管有这些暴行，甚至聪明的人们仍然相信甘肃军人是中国的防御塔，能力足以驱逐任何数量的外国军队。我的一个朋友估计那个夏天北京有250,000人丧命。我曾如此攻击家庭中的拳民，以至于我自己的同情他们的亲戚称我为‘二毛子’，我的一个堂表亲担心拳民会杀我，一天诱导我去奶子府他们的一个神坛前磕头。直到今天我都在后悔自己屈膝的软弱。”——埃德蒙·巴恪思爵士，第二代从男爵和约翰·奥特维·坡尔西·布兰德, 《北京宫廷回忆录（16到20世纪）》，第三幕，第一场。
这，因而，成为大部分盲目者的专利，将要发生一些惊人的事，一些超过任何其他曾被听闻的排外运动的事，因为此前从未有外国进口货用户和仅仅是外国人的朋友的人被标签为一种低于外国人自己的阶层。随着今天它变得黯淡，一种新鲜的兴奋浪潮淹没了城，几乎产生恐慌。董福祥野蛮的甘军的主体——他的全军——再次进京，迅速在北京外环天坛和先农坛前的开阔地扎营。我很高兴地说，问题解决了。最终所有的使馆区颤抖了，紧急电报被送到英国海军请求不惜一切代价增援。——来自北京的有欠审慎的信函, 伯特兰·勒诺克斯·辛普森, pp. 36-7.
光绪二十六年（1900年）1月5日，英國駐華公使窦纳乐写信给英國外交及聯邦事務部，内容是关于一场被称为“义和拳”的正在攻击山东和南直隶省基督徒财产和中国信徒的运动。当年最初的数月，“义和拳运动”在北京周围的北直隶地区戏剧性地扩张，拳民甚至开始在京城出现。5月末，反基督教的拳民产生了扩大化的排外改变，随着他们越来越有组织，他们开始攻打北京-保定铁路，切断北京和天津之间的电报线路。
清廷在剿灭、“安抚”或支持义和团之间犹豫。从5月27日到29日，慈禧在颐和园与众人接见董福祥。董福祥安慰她说自己能在必要的情况下消灭外国“蛮夷”，增加了太后对一旦战争不可避免的情况下中国驱逐外国人的能力的信心。同时，使馆护卫数目的增加——他们于5月31日到达北京——愈发引燃了北京及其周边乡村的排外情绪：第一次，拳民开始直接攻击外国人。几个外国列强在大沽口下派出战船，保护去天津和北京的道路。慈禧太后调董福祥部甘军二十营共6786人驻南苑。端郡王载漪、刚毅又以京城空虚需要劲旅守卫为由，奏请调董福祥军入城。
6月9日，甘军的大部分将慈禧太后从颐和园护送回紫禁城；他们在城南天坛和先农坛前的空地扎营。甘军陆续入驻京城，屯扎于东华门、长安街一带，董福祥部驻东华门内甜水井。窦纳乐爵士担心最坏的情况，立即发电报请求西摩尔海军中将从天津派援。6月10日，排外和支持义和团的载漪取代反义和团和更温和的庆亲王为总理各国事务衙门王大臣。总理各国事务衙门正是清政府用于与外国人沟通的机构。同日，电报线被永久切断。

### 暗杀杉山彬
6月11日发生了日本的书记生杉山彬被拳民和董福祥的甘军所杀一事。该书记生试图从永定门离开北京去见正在从天津赶来京城的西摩尔中将的援军，援军显然预期在次日到达北京。杉山乘坐一辆周身缠着表示主人至少是第二等级的宽红带子的马车。当他到永定门时，被一些正在把守它的董福祥部卒搭讪。似乎那天端郡王已下达了密令，不许任何外国人出入城。杉山因此被拦下并被问及身份。杉山告诉他们，他是日本使馆区的一员。“你是日本外交官吗？”“不，我只是使馆区的一位书记生。”“那么，你这样一个士官有什么权利乘坐这样一辆高官的车？”于是他们把他从马车上拉出来，开始围攻这个不幸的书记生。杉山随后请求被带到董福祥将军面前。“什么！你和我们大帅说话！为什么，你太渺小了，没有这样的荣誉！”最后，一个身着红色纽扣的甘肃军官出现，杉山向他求助。但这位暴徒没有这么做，仅仅下令砍掉这位日本书记生的头祭旗，且就在门前，“因为他试图冲出北京。”杉山是第一个在北京内被杀的外国人。
北京的大量人口被这些嗜血的事件极大地惊吓到了，他们都期望太后对这位属于友邦又是大使馆成员的书记员的被杀表示出一定的不赞同；但满族人得知此凶杀后，都表现出欢欣。最后对这场发生于最高地区的卑鄙凶杀的官方批准公章是端郡王盖的，当他次早遇到董福祥将军后，猛击后者的背部，竖起右手大拇指说“好！”竖起这根手指表示被评价的人为“一流的英雄。”——China and the Boxers: A short history of the Boxer outbreak, with two chapters on the sufferings of missionaries and a closing one on the outlook, Zephaniah Charles Beals, pp. 73-5.
6月11日——此日，已留在南苑的董将军军队的一般主体进入永定门。这是这座中国城市南面的中央门。他们遇到了一位书记员，杉山，来自日本使馆区，正要离开北京去见来到北京的外国军队。董将军的军队问他他是谁。他回答他是日本使馆区的一位官方书记员。士兵们反对，如果你是一位官方书记员，为什么你用围绕着红带子的马车。他们抓住他的耳朵，让他下马车。这个书记员知道这不是动用理智的时间。他用说服的口吻说“请允许我见你们的大帅，我会向他道歉。”士兵们说：“不需要。”“然后，”他说，“我稍后会邀请你们的大帅去我的使馆区，我的外交官会道歉。”这些持剑的军官然后切开了他的腹部，杀死了他。日本外交官听闻后，请求获准带尸体回城安葬。好久后，才获准。端郡王随后见了董将军，伸出大拇指说：“你真是英雄。”——The Boxer Rising: A History of the Boxer Trouble in China, pp. 59-60. The Boxer Rising: A History of the Boxer Trouble in China. Reprinted from the "Shanghai Mercury.", pp. 46-7.
6月11日早晨，英军派出一支大马车队迎接西摩尔远征。队列安全通过了城墙内甘军占领的地区，很快到了北京南的马家堡火车站，援军预期很快就要到达这里。但援军没有到，这些马车只能回到使馆区。一支规模稍小的意大利代表团在少数步兵护卫下侥幸躲过正列队封堵北京主要的南门永定门的董福祥的士兵，也安全返回。
当天下午，日本使馆区派无护卫的书记生杉山彬去车站迎接日军。杉山彬穿着正式西装和一顶圆顶硬礼帽，成为了一个引人注目的目标。甘肃穆斯林军在永定门附近把他从马车上抓下来，把他砍成碎片，斩了他的头，将他被肢解的尸体和被切断的头和生殖器丢在街上。《泰晤士报》的北京通讯员莫理循称他们还挖出他的心送给了董福祥。日本使馆区在总理衙门提出了正式抗议，总理衙门表达了歉意，解释杉山彬是被“盗匪”所杀的。
慈禧太后责怪董福祥，想派员查办，董福祥坚称无此事，说：“就算真的有，斩了奴才无妨，如果斩了甘军一人，定然生变。”清廷就暂未追究。

### 战斗
在16日起连续四天的御前会议上，载漪认为董福祥对抗外夷应当无敌，慈禧太后也认为可以依靠董福祥抵抗洋人。
董福祥极度排外，对慈禧和拳民给予全力支持。董将军派他的穆斯林军队加入拳民攻打北京的外国人。他们不间断地攻打使馆区。他们也以不容鸦片贸易闻名。一位日本书记生杉山彬和几位西方人被甘军所杀。
在北京的德国公使克林德轻易因怀疑一个中国公民是拳民而将其杀死。作为回应，拳民和数千中国穆斯林甘军继续对西方人的暴力骚乱。
他们由5,000装备了最先进的连发步枪的骑兵组成。其中一些是骑马前来的。
甘军和拳民合军攻打外国人和使馆区。
与像荣禄的军队那样为被围的外国人提供物资和信件的其他围攻使馆区的作战单位相反的是，“愠怒而多疑”的甘军严格围攻，拒绝让任何东西通过，向试图通过他们的防线偷运物品的外国人射击。窦纳乐爵士指出了董福祥的甘军相比于荣禄军的“克制”，顯得十分“残暴”。<
董福祥的甘军攻打使馆区一月有余，未能攻克。

### 战役总结
周日初晨，6月17日，我们开始后一周，盟军部队占领大沽口以便解救天津。次日，拳民开始炮击天津并涌入。当然，我们很不知情。但北京的朝廷肯定已经收到此事的即时信息，因为在18日下午，统领军队的德国军官冯·乌瑟多姆将军刚离开廊坊就被属于董福祥将军师部的官军攻击。他们估计有7,000人，装备优良——用可以有效使用的当代步枪，所以我们遭受了相当大的伤亡。——Charles Clive Bigham Mersey (Viscount), A Year in China, 1899–1900, p. 177.
召回2、3、4号火车的信息被送回洛法和廊坊，铁路被预先发现不可用，这使得可能产生孤立和火车的分别损毁。6月18日下午，3号火车从洛法回来，晚上稍迟2号和4号从廊坊回来。后者已在18日下午大约2点半被一支估计5,000人的包括骑兵的军队意外攻击，该军队大部装备了最新模式的弹仓步枪的。被缴获的旗帜显示他们属于统领北京城外南苑的中国军队的董福祥将军的军队，显示中国官军已被用来击败这场远征。这支军队由特别挑选的10,000个强壮的士兵组成，由朝廷指挥。他们据称是全副武装，但操练一般。——United States. Adjutant-General's Office. Military Information Division, Publication, Issue 33, p. 528.
6月17日，慈禧太后令董福祥部甘军阻击八国联军。甘军赶赴廊坊与义和团联合抗敌。在18日的廊坊阻击战中，马福禄部三千余人到廊坊，与义和团二千余人攻打千余联军。董福祥率领的穆斯林军队击败了仓促聚集的八国联军的西摩尔远征。中国取得了一场大胜，击毙六人，伤四十八人，迫使西摩尔于26日付出重大伤亡后撤回天津。廊坊之战是穆斯林军队唯一在北京外进行的战斗。此战后，20日，董福祥军奉令回京围攻使馆，从此仅参与北京内的战斗。而西摩尔军也得以免于被歼。列强也不得不承认此败是“欧洲人在亚洲人面前的丢脸”。
甘军与义和团列阵在使馆区的西北两面。21日，甘军攻破奥匈帝国使馆署，纵火，并在随后几日乘胜攻占比利时、荷兰、意大利使馆和俄国道胜银行。但当天起，荣禄就承慈禧太后旨意，暗中破坏攻打使馆区的行动，并拒绝为甘军提供大炮。25日后，荣禄与董福祥的矛盾明朗化。荣禄无法节制甘军，也无力杀死董福祥，但秘密指使其他军队不全力攻打使馆区。
董福祥将军的战役一览：蔡村，7月24日；河西务镇，25日；安平镇，26日；码头镇，27日。
董福祥麾下的6,000穆斯林军及20,000拳民击退了一列援军，将他们驱逐到黄村。穆斯林军驻扎在天坛和先农坛外。
德国皇帝威廉二世也被中国的穆斯林军队如此惊到以至于他要求奥斯曼帝国哈里发阿卜杜勒-哈米德二世想办法阻止穆斯林军队战斗。哈里发同意了皇帝的要求，于1901年派恩维尔·帕夏（不是后来的年轻土耳其领导恩维尔·帕夏）到中国，但当时义和团之乱已经结束了。因奥斯曼人不处在创造欧洲国家间裂痕的位置，为了协调与德国的关系，一道恳求中国穆斯林不要协助拳民的命令由奥斯曼哈里发签署并在埃及和印度穆斯林报纸上重印，尽管英国卷入义和团之乱是让印度穆斯林和埃及人高兴的。
北京之战期间，穆斯林军队在正阳门与联军激战。统军的穆斯林将军马福禄与族弟马福贵、马福全、侄子马耀图、马兆图四人在向联军冲锋时阵亡，共计一百名来自他家乡的回族和东乡族穆斯林军队在正阳门激战中阵亡。正阳门之战是对抗英军的。战后，甘肃穆斯林军队如将军马福祥等参与护送太后逃亡。未来的穆斯林将军、后来率穆斯林骑兵在抗日战争中与日军作战的马彪当时在将军马海晏属下作为士兵在义和团拳民中在北京之战中对外国人作战。马海晏将军在皇室到达最终目的地西安后因劳累而死，其子马麒接手职位。
穆斯林军队在此战中扮演的角色引起了西方人对他们的愤怒。
8月15日慈禧太后出逃时，谕令董福祥守卫京城。董福祥部甘军二十五营分别把守朝阳门、东直门等处。8月18日，甘军和义和团在东便门处阻击俄军，俄军直到次日下午才在日军协助下攻占东便门。甘军在建国门阻击俄军司令官西里耶夫斯基的猛攻，使俄军伤亡惨重，西里耶夫斯基被甘军子弹打穿右胸。下午俄军攻入，但甘军仍在城墙角落和箭楼放冷枪，直至晚上日军占领箭楼。共造成俄军死27人，伤102人，日军死30人，伤120人。先前，甘军在朝阳门、东直门抵抗日军。日军以炮弹轰炸东直门，从早上八点到晚上九点才攻破。日军同样激战到黄昏才攻克朝阳门。其他清军得知外军到了，都闻风而遁，只有董福祥率甘军力战。八国联军从广渠门杀入时，董福祥从彰仪门出走，纵兵大掠后西行。
北京落入联军之手后，朝廷逃到陕西省的西安。慈禧太后出逃时急谕董福祥亲率所部马队赶赴行在。董福祥退到良乡，荣禄败退到长辛店一带，派人找董福祥共商，由董福祥收齐所部马队于17日启程追赶慈禧太后车驾。28日，在山西阴高县境追上。次日，慈禧太后谕令董福祥马队一半在前开路，一半在后整肃队伍。马福祥部及保定以西的甘军也仍归董福祥节制。清廷以董福祥充随扈大臣，9月17日，赏董福祥部护驾马队银三千两，22日令董福祥在甘肃再招募七营人马，将武卫中军溃逃兵的军饷拨给董福祥军，让其在潼关内外及陕洛一带选择要地驻扎，11月19日仍下谕褒奖甘军，令其重新扩充到二十五个营。并给出继续战斗、让董福祥“竭尽全力对抗冯·瓦德西伯爵”的信号，提拔董福祥为总司令。
这些穆斯林军队被包括外军在内描述为“精选的男人，勇者中最勇敢的，狂热者中最狂热的：这也是为什么皇帝城市的防御会被托付给他们。”

## 解体
清廷西逃时，就电令驻河州的马安良赶赴行在，对马安良、马福祥等加官赏银以笼络，并裁汰甘军至五千余人。清廷到西安后，马福祥部得到补充整顿，改编为“志胜军”，以马福祥为统领，从此脱离甘军，直属于清廷。
清政府与八国联军议和后，列强坚持要诛杀董福祥。李鸿章说：“他控制西陲军很久，恐怕要激起回变，应当缓图之。”所以11月13日，清廷发布的上谕没有将董福祥列为应该惩办的罪魁。列强仍然要求将其正法。12月3日，清廷迫于列强压力，下谕对董福祥革职留任，已裁撤其所部甘军五千五百人，命董福祥率亲军数营骑马回甘肃要地防御以观后效。次日，董福祥率亲兵离开西安前往固原。列强仍然坚持要处决董福祥。1901年2月13日，董福祥被即行革职，永不录用，所部甘军二十二营也因缺钱而被裁并为八营，其中五营驻甘，由陕甘总督崧蕃统领；三营驻陕，由西宁镇总兵张行志节制。这些军队主要是马安良所部回族军队。甘军至此瓦解。

## 评价
左宗棠：“甘肃为才武著名之邦，其风气刚劲，习苦耐劳，本非他省制兵可比。”
现时一些中国研究者认为，甘军具有「封建落后性」，但在国家危亡之际浴血抵抗外国军队的行为应予肯定。他们也认为甘军是清末西北社会特定矛盾下的产物，逐步取代湘军在西北的地位，并适应西北政治形势变化的需要。当他们被调离西北地区后，失去原来的存在条件和依据，并卷入到中国传统力量与外国势力的处于世纪之交的较量中，结果「走向了破灭」，而他们固有的职能则被河州马家军所代替。

## 组织与装备
他们被分成八个步兵营、两个骑兵中队、两个炮兵旅和一个工程师连队。 They were armed with modern weaponry such as Mauser repeater rifles and field artillery.他们装备有如毛瑟步枪和野战炮这样的新式武器。他们用鲜红和黑色的旗帜。

## 效力过甘军的人们
- 董福祥（甘军创始人）
- 張俊
- 马福祥
- 马福禄
- 马福兴
- 马海晏
- 马彪
- 马麒
- 马兆图
- 马耀图
- 马福全
- 马福贵
- 马占奎[144]
- 阿额玛[1]（韩有文的父亲）

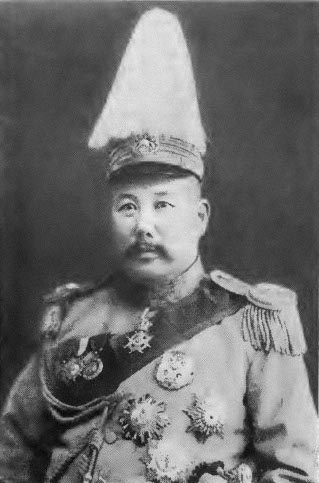
马福祥将军

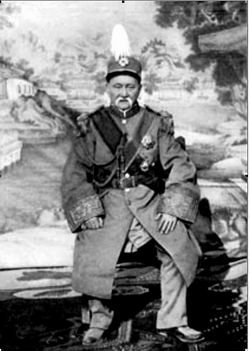
马福兴司令官

另一穆斯林将领河州统领马安良加入甘军对外国人作战。
马安良将在军阀时代成为马家军的一名重要军阀。
未来的穆斯林将军、后来率穆斯林骑兵在抗日战争中与日军作战的马彪当时作为士兵在义和团拳民中对外国人作战。另一将领统领一个单独作战单位的马玉崑被欧洲人认为是穆斯林将领马如龙之子。马玉崑在甲午战争和义和团运动的杨村之战和天津之战的对日作战中取得一些成功。马玉崑在宋庆将军统领下为副司令。
当义和团运动尾声八国联军攻陷北京后，当年8月皇室决定逃到西安，穆斯林甘军护送他们。其中一将马福祥被皇帝嘉奖，因功被任为阿尔泰护军使。如前所述他的兄长马福禄及四个本家已死于攻打使馆期间的战斗。马福祥也在马福禄麾下，在清廷逃亡期间护驾。马福禄起初被葬在北京一处回族墓地，1995年由后人迁到临夏县的阳洼山。
在抗日战争中，当日军要穆斯林将军时任国民政府第十七集团军总司令及第八战区副司令长官马鸿逵叛变，做日军下属穆斯林傀儡政权的首脑时，马鸿逵通过宁夏省国民党部书记周百隍回复日军军事参谋长板垣征四郎，指出他的很多亲戚包括伯父马福禄都在北京之战对八国联军作战时阵亡，而日军在当时占联军的大多数，所以他不会和日本人合作。
第二次世界大战前已和日军作战的马彪在提及自己在义和团运动服役之事时说：“恨不得马踏倭鬼，给我已死先烈雪仇，与后辈争光”。